# Saito Kiyoshi
Kiyoshi Saito (sinh ngày 11 tháng 10 năm 1982) là một cầu thủ bóng đá người Nhật Bản.

## Sự nghiệp câu lạc bộ
Kiyoshi Saito đã từng chơi cho Arte Takasaki và Roasso Kumamoto.